# Orciano di Pesaro
Orciano di Pesaro är en ort och frazione i kommunen Terre Roveresche i provinsen Pesaro e Urbino i regionen Marche i Italien.
Orciano di Pesaro var en tidigare kommen som den 1 januari 2017 tillsammans med kommunerna Barchi, Piagge och San Giorgio di Pesaro bildade den nya kommunen Terre Roveresche. Den tidigare kommunen hade 2 006 invånare (2016).